# 42613 Schaller
42613 Schaller è un asteroide della fascia principale. Scoperto nel 1998, presenta un'orbita caratterizzata da un semiasse maggiore pari a 2,347546 UA e da un'eccentricità di 0,161403, inclinata di 3,989194° rispetto all'eclittica. Ha un periodo di rotazione di 9,15688 ore.